# Любовь, работа и смерть: еврейская жизнь в средневековой Умбрии
Любовь, работа и смерть: еврейская жизнь в средневековой Умбрии (англ. Love, Work and Death: Jewish Life in Medieval Umbria, итал. Il vino e la carne. Una comunità ebraica nel Medioevo, перевод итальянского названия: Вино и мясо: еврейская община в Средние века) — книга 1989 года итальянского медиевиста Ариэля Тоаффа. Книга повествует о хозяйстве и повседневной жизни евреев на севере Италии во второй половине XIII века.